# Филиппсон, Людвиг
Людвиг Филиппсон (1811—1889) — еврейско-немецкий общественный деятель, писатель

, раввин и борец за либеральные и гуманные идеи и за равноправие евреев; отец историка Мартина Филиппсона.

## Биография
Людвиг Филиппсон родился 28 декабря 1811 года в Дессау в семье Моисея Филиппсона, давшей ряд раввинов и ученых талмудистов. Рано лишившись отца, он в гимназические годы вынужден был зарабатывать самостоятельно. 
Уже в пятнадцатилетнем возрасте Филиппсон перевел Гошеу, Иоэля, Обадию и Нахума, а в 1830 году Филиппсон перевел и снабдил примечаниями произведения двух александрийских иудео-эллинских поэтов. 
В 1831 году он представил философскому факультету в Берлинском университете написанную на латинском языке, под греческим заглавием «ΰλη άνδρωπίνη», диссертацию о взглядах Платона и Аристотеля на человеческий организм. Работа эта свидетельствовала об обширных познаниях Филиппсона в области естественных наук и филологии; она отличалась также необыкновенной ясностью изложения, живостью мысли и обнаруживала в авторе крупный литературно-публицистический талант. 
В 1833 году Филиппсон был приглашен в марбургскую общину в качестве еврейского проповедника и обратил на себя внимание своей выдающейся энергией и прекрасными ораторскими способностями. Широко образованный человек, Филиппсон стремился поднять умственный уровень немецких евреев и, далекий как от крайностей ортодоксии, так и от увлечений реформистов, задался целью создать компромисс между обеими партиями и сделать «монотеизм чистой религией разума и сердца, чем он, в сущности, всегда был, и освободить его от тех наслоений, коими одарила его чрезмерная фантазия прошлых веков». 
Умеренный в своих взглядах, но энергичный в отстаивании их и не останавливающийся ни перед какими препятствиями, Филиппсон нередко испытывал нападки со стороны обеих партий и подчас должен был переносить от них ряд обид; однако его тактичность сумела преодолеть все это, и в 1837 году ему удалось создать журнал «Allgemeine Zeitung des Judenthums», сгруппировавший вокруг себя лучшие публицистические и литературные силы Германии. В течение более чем 50 лет Филиппсон руководил этим журналом, не только откликаясь на злобы дня, но и помещая статьи по вопросам иудаизма, философии и истории. Литературный талант Филиппсона, такт, стремление к примирению враждующих между собою сторон, его служба интересам всего еврейства, умение отзываться на всякие еврейские нужды, желание сконцентрировать все еврейство для борьбы с внешними врагами и стать выше мелочных споров и внутренних дрязг — все это создало Филиппсону и его журналу необыкновенную популярность в широких еврейских кругах. 
Успех журнала побудил немецкие еврейские общественные круги поручить Филиппсону перевести Библию на немецкий язык и снабдить перевод необходимыми примечаниями. Работа была начата им в 1839 году и закончена в 1853 году с большим успехом; перевод Филиппсона выдержал целый ряд изданий, из которых одно было pocкoшнo иллюстрировано Гюставом Доре. 
Людвиг Филиппсон выдвинулся и на общественной арене. В 1842 году, когда прусское правительство пыталось создать для евреев особую организацию (recht jüdische Organisation), он начал агитировать в пользу подачи королю петиции с целью предотвратить эти меры, и 84 общины примкнули к агитации Филиппсона; поданная от их имени петиция повлияла на короля, отказавшегося от своего плана. К этому времени относятся и наиболее крупные литературные работы Филиппсона, как «Die Entwicklung der religiösen Idee im Judentum, Christentum und Islam» (1847) и «Die Religion der Gesellschaft» (1848); обе эти работы были переведены на некоторые европейские языки. 
Революция 1848—1849 годов в Германии увлекла и Филиппсона, стоявшего всегда на стороне либеральных реформ; он принимал деятельное участие в общественной жизни, будучи видным членом и руководителем умеренной партии. Филиппсон был избран в члены магдебургского муниципалитета; он особенно усердно занимался здесь педагогическими вопросами. В то же время он выступал и в защиту полного равенства евреев, и когда, с наступлением реакции, прусское правительство намеревалось, ввиду «христианской основы современного государства», ввести старые ограничения, Филиппсон организовал широкое движение среди евреев, и 300 общин примкнули к составленной им в 1856 году петиции в парламент с целью не только сохранения уже приобретенных прав, но и иx расширения. Удачный исход петиции побудил Филиппсона продолжать начатую борьбу в пользу эмансипации, и благодаря его энергии были отменены некоторые особые законы о евреях (еврейская присяга, клятва еврейских солдат и т. п.). В разгаре общественной борьбы из-под пера Филиппсона вышел ряд книг, носивших не столько еврейский, сколько общий характер и вызывавших к себе внимание всей Германии. 
Популярность и авторитет Филиппсона все более и более увеличивались. В 1855 году он основал Institut zur Förderung der israelitischen Literatur, опубликовавший в течение 18 лет своего существования много серьезных работ по еврейской литературе. С начала 1860-х гг. Л. Филиппсон стал посвящать себя вопросам еврейской религии с педагогической точки зрения и написал «Israelitische Religionslehre» и «Israelitisches Gebetbuch». 

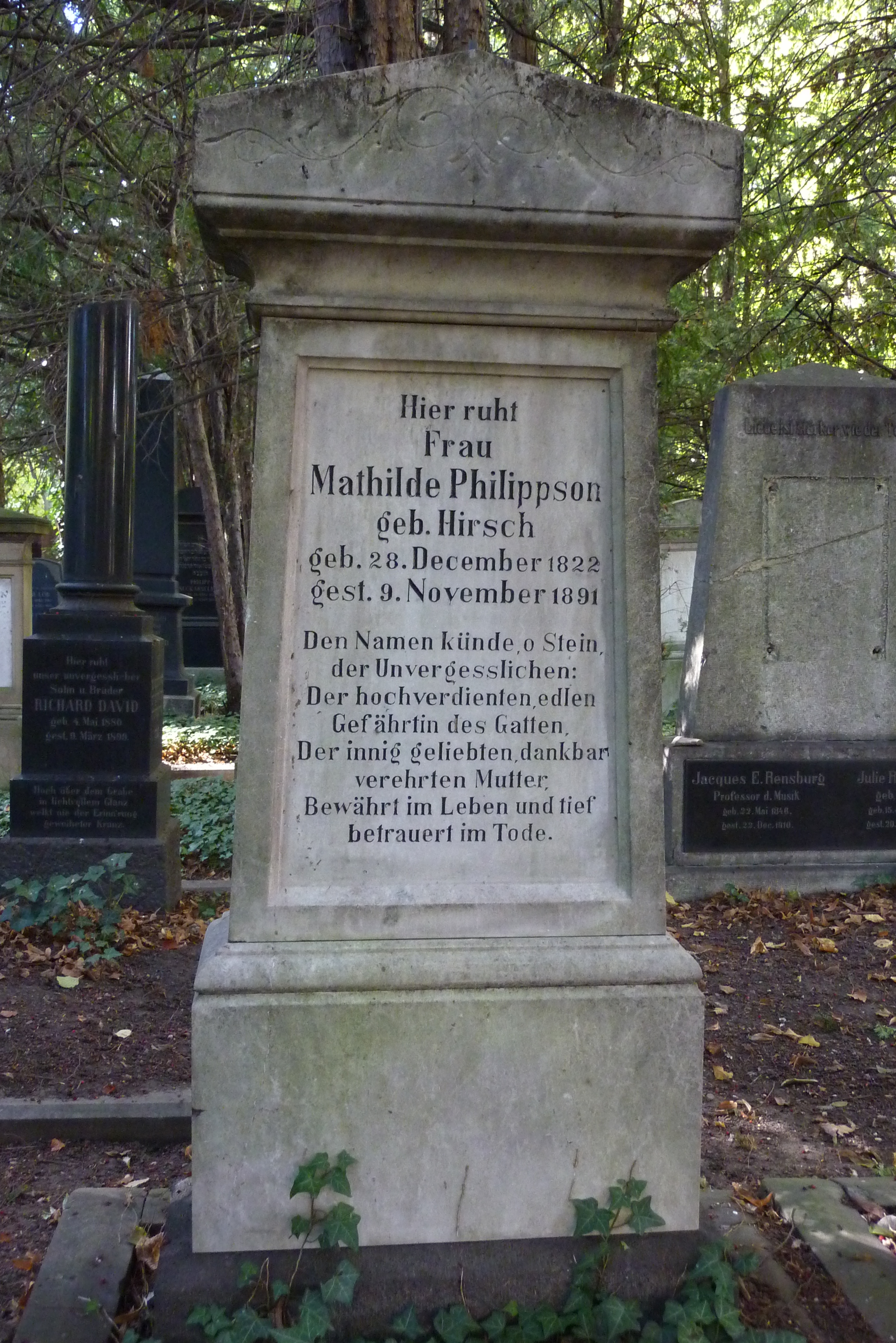
Могила Л. Филиппсона

В 1862 году Людвиг Филиппсон, ввиду болезни глаз, должен был оставить раввинскую деятельность в Магдебурге; он переселился в Бонн. Помимо религиозно-философских, историко-философских и публицистических работ еврейского характера, Филиппсон опубликовал ряд драматических произведений, романов, воспоминаний о войне 1870—1871 гг., стихотворений и мелких заметок общего характера. Из этих произведений Филиппсона наиболее известны следующие: «Estherca», «Joachim» и «Entthronten» (три драмы), «Sarоn» (сборник стихотворений), «Sepphoris und Rom», «Jacob Tirado», «An den Strömen», «Rath des Heiles»; особого упоминания заслуживает вышедшая в 1866 году работа «Haben die Juden wirklich Jesum gekreuzigt?», которая вызвала в известных кругах обширную полемику. В 1891—1892 гг. были изданы его «Gesammelte Schriften», а в 1911 в Лейпциге «Gesammelte Abhandlungen» в 2-х томах. 
Людвиг Филиппсон некоторое время поддерживал тесные отношения с русским правительством. Когда министр народного просвещения Уваров приступил около 1840 года к проведению школьной реформы, Филиппсон был приглашен оказывать правительству свое содействие. Уваров узнал ближе о Филиппсоне от руководителя школьной реформы доктора Макса Лилиенталя, который был назначен директором рижской школы по рекомендации Филиппсона. Уваров придавал большое значение содействию Филиппсона и потому, что его журнал «Allgemeine Zeitung des Judenthums» мог служить рупором намерений правительства; и действительно, журнал Филиппсона уделил немало внимания просветительной реформе. Переписку по поводу школьного преобразования Филиппсон вел с Лилиенталем, представителем министерства народного просвещения, но сохранились также его письма к Уварову и государю. Выражая свой восторг перед великим намерением правительства, Филиппсон принес (март 1841) благодарность государю от имени европейских евреев. Тогда же Филиппсон в восторженных словах высказал Уварову свою радость по поводу предпринятой реформы; в ответном письме Уваров уверил Филиппсона, что хотел бы и в дальнейшем находиться в непосредственном контакте с ним. Вскоре Филиппсон прислал Уварову свой перевод Библии, после чего государь наградил Филиппсона золотою медалью. Предполагая устроить широкую сеть различных учебных заведений для еврейского юношества, Уваров имел в виду предоставить Филиппсону ответственный пост по учебной части, но этот план так и не был осуществлен. 
Людвиг Филиппсон умер 29 декабря 1889 года в городе Бонне.